# شتايناو أن در شتراسه
اشتايناو آن در اشتراسه (بالألمانية: Steinau an der Straße) هي بلدة و بلدة ألمانية تقع في ألمانيا في Main-Kinzig-Kreis. يقدر عدد سكانها بـ 11,156 نسمة .